# Município de Fairfield (condado de Columbiana, Ohio)
O município de Fairfield (em inglês: Fairfield Township) é um município localizado nos condado de Columbiana e condado de Mahoning no estado estadounidense de Ohio. No ano de 2010 tinha uma população de 10.556 habitantes e uma densidade populacional de 111,5 pessoas por km².

## Geografia
O município de Fairfield encontra-se localizado nas coordenadas 40° 51′ 07″ N, 80° 41′ 51″ O. Segundo a Departamento do Censo dos Estados Unidos, o município tem uma superfície total de 94,66 km², da qual 94,29 km² correspondem a terra firme e 0,37 km² é água.

## Demografia
Segundo o censo de 2010, tinha 10.556 pessoas residindo no município de Fairfield. A densidade populacional era de 111,5 hab./km².